# Walter Hartmann (Musiker)
Walter Hartmann (* 13. Mai 1927 in Neukirch/Lausitz; † 26. April 1992) war ein deutscher Jazz- und Unterhaltungsmusiker (Tenor- und Sopransaxophon, Piano, Arrangement, Komposition). 

## Wirken
Hartmann studierte zwischen 1941 und 1944 am Konservatorium in Dresden. Er stand 1944 in der Gottbegnadeten-Liste des Reichsministeriums für Volksaufklärung und Propaganda. Ab 1946 gehörte er zu den Original Dixies von Joe Dixie, seit 1952 dann zu den daraus entstehenden Dresdner Tanzsinfonikern unter Günter Hörig. Gelegentlich spielte er mit den Elb Meadow Ramblers; er gehörte auch zu den Berliner All Stars. Weiterhin hatte er Engagements bei der Dresdner Staatskapelle, der Philharmonie und dem Orchester der Staatsoperette. Er komponierte DTS 66 und Alba Regina. 
Hartmann verfasste einen Studienführer für Saxophon (Leipzig 1980), Studien in Swing und Beat (Leipzig 1969, mit Günther Karpa) und Rhythmisch-stilistische Studien für Saxophon/Klarinette (in zwei Bänden). Er wirkte auch als Lehrbeauftragter an der Hochschule für Musik „Carl Maria von Weber“ Dresden. Er ist auf Tonträgern mit Günter Hörig, der Dixielandgruppe der Tanzsinfoniker und den von ihm geleiteten Elbflorentinern zu hören.

## Lexikalische Einträge
- Jürgen Wölfer: Jazz in Deutschland. Das Lexikon. Alle Musiker und Plattenfirmen von 1920 bis heute. Hannibal, Höfen 2008, ISBN 978-3-85445-274-4.